# ويليام تي كوب
ويليام تي كوب (بالإنجليزية: William T. Cobb)‏ هو محامي أمريكي، ولد في 23 يوليو 1857 في روكلاند في الولايات المتحدة، وتوفي في 24 يوليو 1937.